# Расинг (футбольный клуб, Люксембург)
«Расинг Унион» (люкс. Racing Football Club Union Lëtzebuerg) — люксембургский футбольный клуб из города Люксембург, выступающий в чемпионате Люксембурга по футболу. Основан 12 мая 2005 года путём объединения 3 клубов: «Спора», «Унион» и «Альянс 01».

## Достижения
- Чемпионат Люксембурга по футболу
  - Вице-чемпион (1): 2007/08
- Кубок Люксембурга по футболу
  - Обладатель (2): 2017/18, 2021/22

В качестве «Спора Люксембург»:
- Чемпионат Люксембурга по футболу
  - Чемпион (11): 1924/25, 1927/28, 1928/29, 1933/34, 1934/35, 1935/36, 1937/38, 1948/49, 1955/56, 1960/61, 1988/89
  - Вице-чемпион (8): 1923/24, 1925/26, 1929/30, 1930/31, 1932/33, 1944/45, 1951/52, 1958/59, 1966/67, 1987/88
- Кубок Люксембурга по футболу
  - Обладатель (8): 1927/28, 1931/32, 1939/40, 1949/50, 1956/57, 1964/65, 1965/66, 1979/80
  - Финалист (8): 1924/25, 1928/29, 1929/30, 1930/31, 1933/34, 1944/45, 1962/63, 1986/87

В качестве «Расинг Люксембург»:
- Чемпионат Люксембурга по футболу
  - Чемпион (1): 1909/10
- Кубок Люксембурга по футболу
  - Обладатель (1): 1921/22

В качестве «Спортинг Люксембург»:
- Чемпионат Люксембурга по футболу
  - Чемпион (2): 1910/11, 1918/19
  - Вице-чемпион (3): 1911/12, 1913/14, 1915/16

В качестве «Унион Люксембург»:
- Чемпионат Люксембурга по футболу
  - Чемпион (6): 1926/27, 1961/62, 1970/71, 1989/90, 1990/91, 1991/92
  - Вице-чемпион (9): 1921/22, 1947/48, 1962/63, 1963/64, 1964/65, 1965/66, 1972/73, 1992/93, 1997/98
- Кубок Люксембурга по футболу
  - Обладатель (10): 1946/47, 1958/59, 1962/63, 1963/64, 1968/69, 1969/70, 1985/86, 1988/89, 1990/91, 1995/96
  - Финалист (10): 1922/23, 1925/26, 1932/33, 1936/37, 1960/61, 1961/62, 1966/67, 1977/78, 1982/83, 1996/97

В качестве «ЮС Холлерих Бонневен Люксембург»:
- Чемпионат Люксембурга по футболу
  - Чемпион (5): 1911/12, 1913/14, 1914/15, 1915/16, 1916/17
  - Вице-чемпион (2): 1909/10, 1917/18

В качестве «Арис Бонневен Люксембург»:
- Чемпионат Люксембурга по футболу
  - Чемпион (3): 1963/64, 1965/66, 1971/72
  - Вице-чемпион (1): 1970/71
- Кубок Люксембурга по футболу
  - Обладатель (1): 1966/67
  - Финалист (5): 1963/64, 1967/68, 1971/72, 1975/76, 1978/79

## Выступления в еврокубках
| 2021/22 | Лига конференций УЕФА | Первый квалификационный раунд | Брейдаблик | 2:3 |